# A Changed Man
A Changed Man är en svensk dramakortfilm från 2003, skriven och regisserad av Jens Jonsson. I rollerna ses bland andra Rupert Procter, Eoin McCarthy och Martin Savage.

## Handling
Christopher bevistar en återträff med sin gamla skolklass. I skolan var han en hackkyckling, men nu är han en ny man, åtminstone i sina egna ögon. Ingen intresserar sig dock för hans skådespelarkarriär förrän han gör entré på dansgolvet några drinkar senare.

## Rollista
- Rupert Procter – den förändrade mannen (som Rupert Proctor)
- Eoin McCarthy
- Martin Savage
- Victor McGuire
- Claire Rushbrook
- Iain Hoskins

## Om filmen
A Changed Man producerades av Robert Herman för Stink Productions Ltd. Den fotades av Askild Edvardsen och klipptes av Kristofer Nordin. Musiken komponerades av Fredrik Norberg. Filmen premiärvisades den 19 augusti 2003 på Edinburghs filmfestival i Skottland. 2012 visades filmen på Uppsala Internationella Kortfilmfestival.